# Frideswida

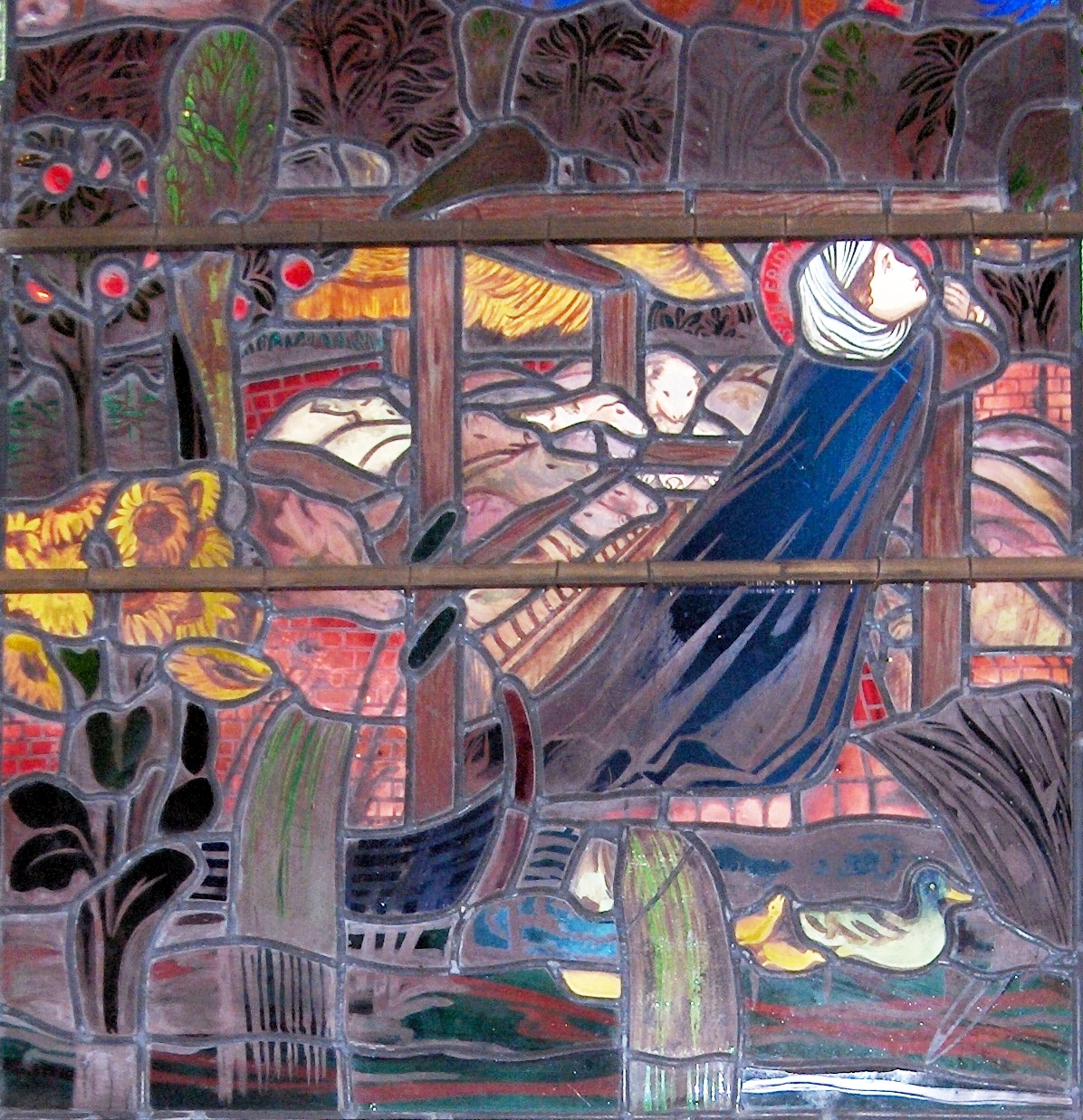
Frideswida-Fenster in der Kathedrale von Oxford: Frideswida versteckt sich vor Aelfgar bei den Schweinen

Die heilige Frideswida (auch: Friðuswiþ, Frevisse und Fris; * um 650 oder um 665 oder Ende des 7. Jahrhunderts oder um 700 in Oxford, Oxfordshire; † 19. Oktober 727 oder um 735 in Oxford oder Binsey, Oxfordshire, England) war nach legendarischen Berichten aus dem 12. Jahrhundert Tochter des sächsischen Unterkönigs Didan (Didianus) von Berkshire aus dem Haus Wessex und dessen Ehefrau Safrida.
Frideswide entzog sich der angeordneten Vermählung mit Prinz Aelfgar von Mercia (Graf von Leicester) durch die Flucht nach Oxford. Dort, genau in Binsey bei Oxford, gründete sie ein Kloster.
Nachweisbar ist ein vor 1066 entstandenes Stift von Säkularkanonikern unter ihrem Patronat in Oxford. Zu der ihr geweihten Stiftskirche mit ihrem Reliquienschrein entwickelte sich im Mittelalter eine vielbesuchte Wallfahrt. 1546 wurde die Stiftskirche Kathedrale der anglikanischen Diözese Oxford.
Frideswide ist Patronin der Stadt und Universität Oxford. Reliquien von ihr befinden sich auch in den Abteien von Reading, New Minster (Winchester) und in der St George’s Chapel in Windsor. Auch in Frankreich findet sich ihr Kult in Bomy (Diözese Therouanne). In der Ikonographie wird sie im Habit einer Äbtissin dargestellt, mit Buch oder Blume.
Der Festtag der heiligen Frideswide ist in der katholischen Kirche am 19. Oktober, das Fest der Translatio am 12. Februar.